# 올리베르 페레스
올리베르 페레스 마르티네스(Óliver Pérez Martinez, 1981년 8월 15일 ~ )는 전  멕시코 출신의 야구 선수(투수)이다.

## 프로 경력

### 샌디에이고 파드리스
1999년 샌디에이고 파드리스와 입단 계약을 맺고 마이너 과정을 거친 뒤 2002년 6월 16일 데뷔했다. 이닝보다 많은 삼진을 잡으면서 신인선수로는 좋은 성적을 기록했지만, 제구력에 문제가 있어 2003년 마이너리그로 내려갔다.

### 피츠버그 파이어리츠
2003년 8월, 샌디에이고가 페레스와 제이슨 베이, 코리 스튜어트를 피츠버그로 보내고, 브라이언 자일스를 영입하는 3대 1 트레이드로 새 유니폼을 입게 되었다.
시즌을 앞두고 자신의 투구 메커니즘을 철저히 분석하고 수정하면서, 2004년 그의 시즌 성적은 12승 10패, 9이닝당 탈삼진 갯수10.97개로 메이저 리그 1위, 탈삼진 239개는 리그 4위, 평균자책점 2.98은 리그 5위(로저 클레멘스와 동률)를 기록했다. 시즌 초반에 득점 지원을 받았더라면 더 많은 승수를 쌓을 수도 있었다.

## 월드 베이스볼 클래식

### 2009년
| 팀 | 1 | 2 | 3 | 4 | 5 | 6 | 7 | 8 | 9 | R | H  | E |
| 멕시코 | 0 | 2 | 0 | 0 | 0 | 0 | 0 | 0 | 0 | 2 | 9  | 1 |
| 대한민국 | 0 | 2 | 0 | 1 | 1 | 0 | 4 | 0 | X | 8 | 12 | 1 |
| 승리 투수: 정현욱 패전 투수: 올리베르 페레스 홈런: 한국 – 이범호 (2회 1사, 올리베르 페레스를 상대로 1점 홈런), 김태균 (4회 무사, 올리베르 페레스를 상대로 1점 홈런), 고영민 (5회 2사, 올리베르 페레스를 상대로 1점 홈런 |   |   |   |   |   |   |   |   |   |   |    |   |

## 참조
1. ↑  WBC 공식 홈페이지 2009년 3월 16일 경기 박스스코어